# Corpus aristotelicum

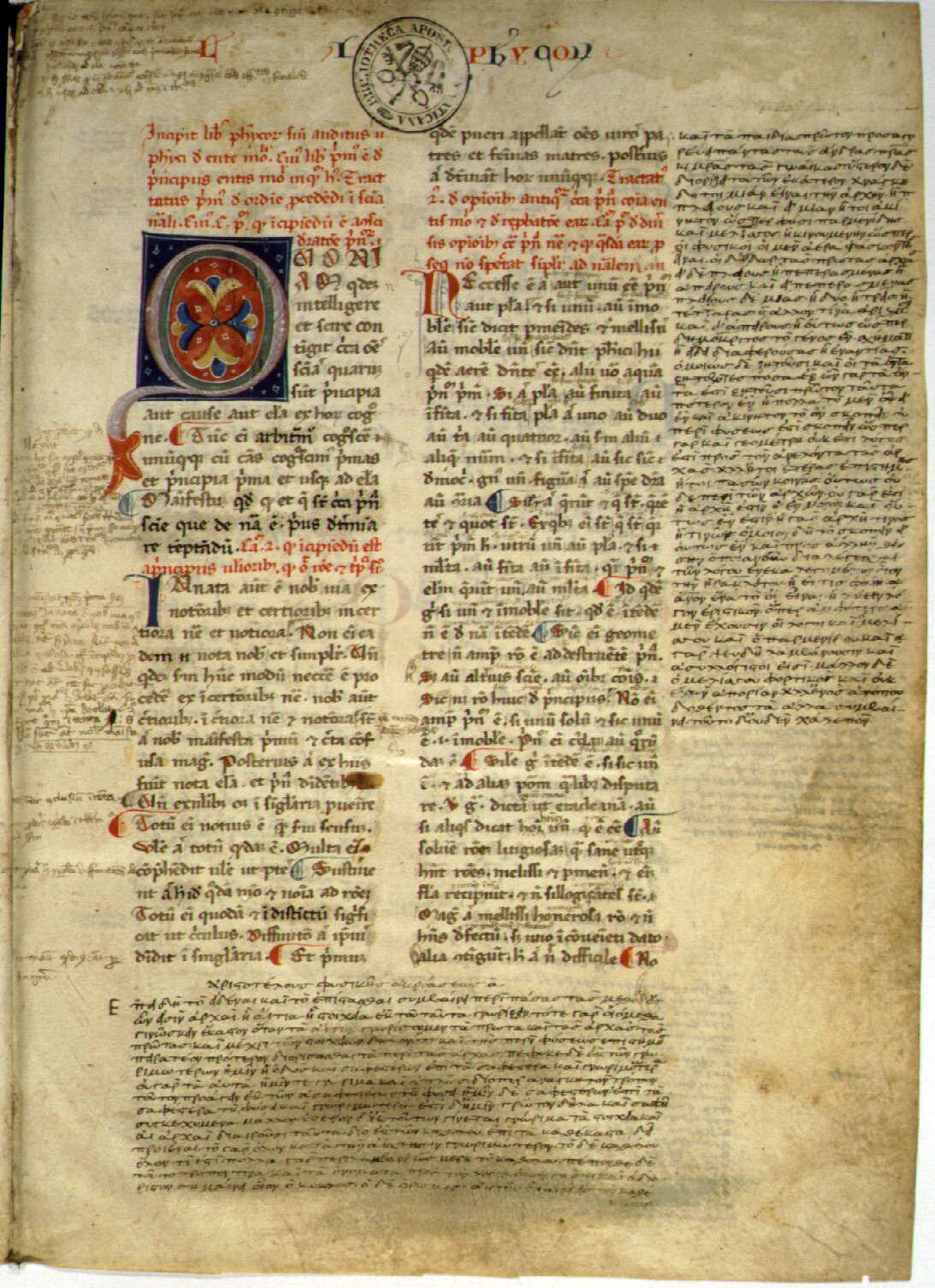
Manuscrito medieval da Física, de Aristóteles.

Corpus aristotelicum são os mais de trinta tratados escritos por Aristóteles que chegaram até nós e que constituem provavelmente seu trabalho de caráter didático.
Os escritos de Aristóteles dividem-se em dois grupos: os 'exotéricos' e os 'esotéricos'. Os escritos exotéricos são os diálogos e introduções (protréptico) e os escritos esotéricos são os tratados ou ainda o Corpus  aristotelicum. Alexandre de Afrodísias sugeriu que os escritos exotéricos exprimiam as opiniões falsas dos inimigos de Aristóteles, enquanto os escritos esotéricos expressavam as opiniões verdadeiras.
Até o século I a.C., no entanto, as obras exotéricas eram as mais conhecidas, seja pelo seu caráter acessível e introdutório, seja porque as obras acroamáticas circulavam apenas entre um estreito círculo de filósofos peripatéticos. Além disso, após a morte destes filósofos, as obras acroamáticas ficaram escondidas na casa de um peripatético por quase trezentos anos e isso dificultou enormemente o acesso aos textos acroamáticos. Foi somente por volta do ano de 50 a.C., que estes escritos foram descobertos e posteriormente organizados e publicados por Andrônico de Rodes, décimo escolarca do Liceu. Ocorre, por conseguinte, uma reviravolta: Aristóteles, que até então era considerado apenas mais um discípulo de Platão pelo grande público, passa a rivalizar com o antigo mestre em importância e as obras acroamáticas obscurecem de tal maneira as exotéricas que estas perdem-se quase que totalmente.

## Obras restantes
Em vários tratados, há referências a outras obras do corpus. Com base nessas referências, alguns estudiosos têm sugerido uma possível ordem cronológica para uma série de escritos de Aristóteles. W.D. Ross, por exemplo, sugeriu a seguinte cronologia ampla (que, naturalmente, deixa muitas obras de fora): Categorias, Tópicos, Elencos sofísticos,  Análises, Metafísica, os trabalhos físicos, Ética, e o resto da Metafísica.  Muitos estudiosos modernos, no entanto, com base simplesmente na falta de provas, são céticos em relação a essas tentativas para determinar a ordem cronológica dos escritos de Aristóteles.

## Numeração de Bekker

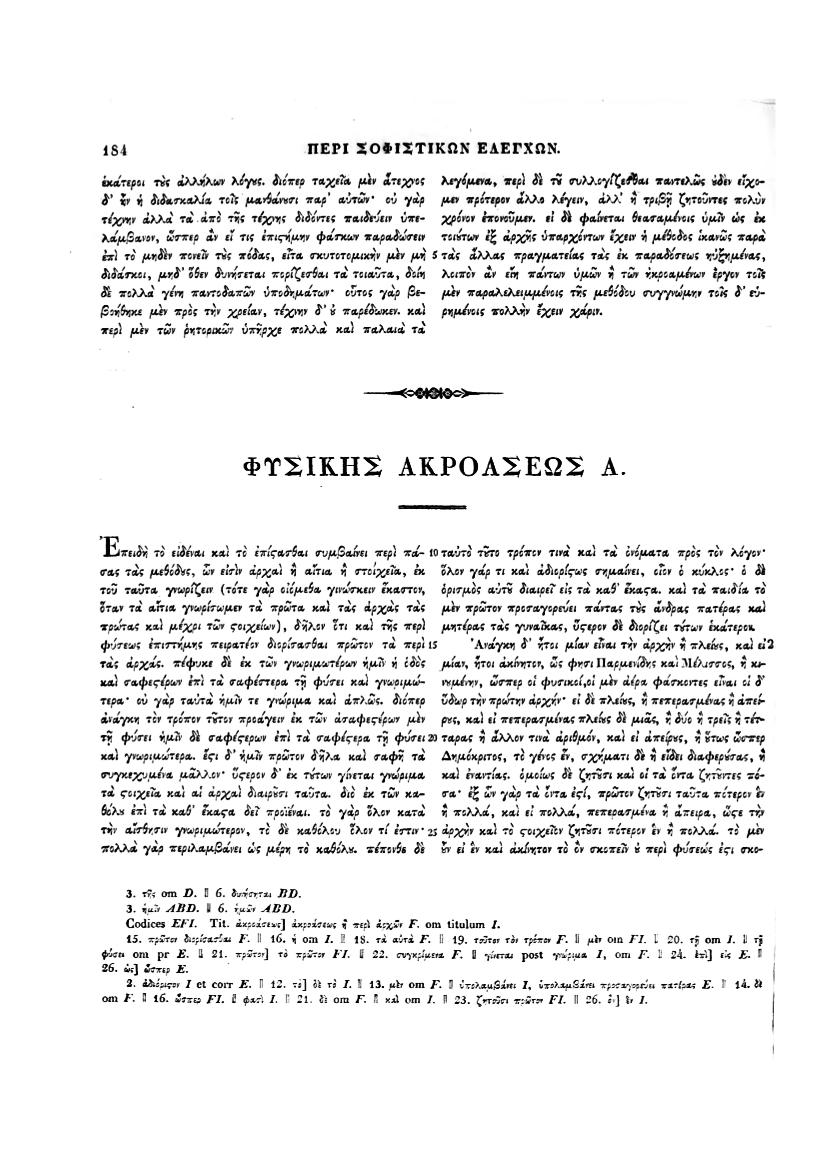
Página 184 da edição de Bekker de 1831. Mostra o final dos Elencos sofísticos e o início da Física

A seguinte lista está completa. Os títulos são dadas de acordo com o padrão estabelecido pela Revised Oxford Translation. Os títulos latinos, ainda, muitas vezes usados por estudiosos, também são dados. As obras disputadas são marcados por * e ** marca um trabalho considerado espúrio por consenso geral.

### Escritos lógicos
- (1a) Categorias (Κατηγοριαι, Categoriae);
- (16a) Da interpretação (Περὶ ερμηνειας, De Interpretatione);
- (24a) Analíticos anteriores (Αναλυτικων πρότερων, Analytica priora) ou Primeiros analíticos, de acordo com a tradução;
- (71a) Analíticos posteriores (Αναλυτικων υστερων, Analytica posteriora) ou Segundos analíticos, de acordo com a tradução;
- (100b) Tópicos (Τοπικων, Topica);
- (164a) Elencos sofísticos (Περὶ σοφιστικων ελέγχων, Sophistici elenchi) ou Refutações sofísticas, de acordo com a tradução.

Estes primeiros seis textos compõem o Organon (Όργανον), nome pelo qual é chamado o conjunto de escritos lógicos de Aristóteles.

### Escritos físicos e científicos
- (184a) Física (Φυσικη, Physica);
- (268a) Do céu (Περὶ ουρανου, De caelo);
- (314a) Da geração e da corrupção (Περὶ γενεσεως και φθορας, De generatione et corruptione);
- (338a) Meteorologia (Μετεωρολογικα, Meteorologica);
- (391a) Do universo (Περὶ κοσμου, De mundo) *;
- (402a) Da alma (Περὶ ψυχης, De anima);

Parva naturalia
- (436a) Da sensação e do sensível (Περὶ αισθησεως και αισθητων, De sensu et sensibilibus);
- (449b) Da memória e reminiscência (Περὶ μνημς και αναμνησεως, De memoria et reminiscentia);
- (453b) Do sono e da vigília (Περὶ υπνου και εγρηγορσεως, De somno et vigilia);
- (458b) Do sonhos (Περὶ ενυπνιων, De insomniis);
- (462b12) Da adivinhação pelo sonho (Περὶ τῆς καθ'ὕπνον μαντικῆς, De divinatione per somnum);
- (464b) Da longevidade e brevidade da vida (Περὶ μακροβιοτητος και βραχυβιοτητος, De longitudine et brevitate vitae);
- (467b) Da juventude e da velhice. Da vida e da morte. Do fôlego (Περὶ νεοτητος και γηρος. Περὶ ζωης και θανατου. Περὶ αναπνοη, De juventute et senectute. De vita et morte. De respiratione);
- (481a) Do alento (Περὶ πνευματος, De spiritu)*;
- (486a) Da história dos animais (Περὶ τα ζωα ιστοριαι, Historia animalium);
- (639a) Das partes dos animais (Περὶ ζωων μοριων, De partibus animalium);
- (698a) Do movimento dos animais (Περὶ ζωων κινησεως, De motu animalium);
- (704a) Da marcha dos animais (Περὶ πορειας ζωων, De incessu animalium);
- (715a) Da geração dos animais (Περὶ ζωων γενεσεως, De generatione animalium);
- (791a) Das cores (Περὶ χρωματων, De coloribus) *;
- (800a) Das coisas ouvidas (Περὶ ακουστων, De audibilibus) *;
- (805a) Fisiognomonia (Φυσιογνωμονικα, Physiognomonica) *;
- (815a) Das plantas (Περὶ φυτων, De plantis) *;
- (830a) Das maravilhosas coisas ouvidas (Περι θαυμασιων ακουσματων, Mirabilibus auscultationibus) *;
- (847a) Mecânica (Μηχανικα, Mechanica) *;
- (859a) Problemas (Προβληματα, Problemata) *;
- (968a) Das linhas indivisíveis (Περὶ ατομων γραμμων, De lineis insecabilibus) *;
- (973a) Situações e nomes dos ventos (Ανεμων θεσεις και προσηγοριαι, Ventorum situs et cognomina) *;
- (974a) Sobre Melisso, Xenófanes e Górgias (Περὶ Μελισσου, Περὶ Ξενοφανους, Περὶ Γοργιου, De Melisso, Xenophane, Gorgia) *.

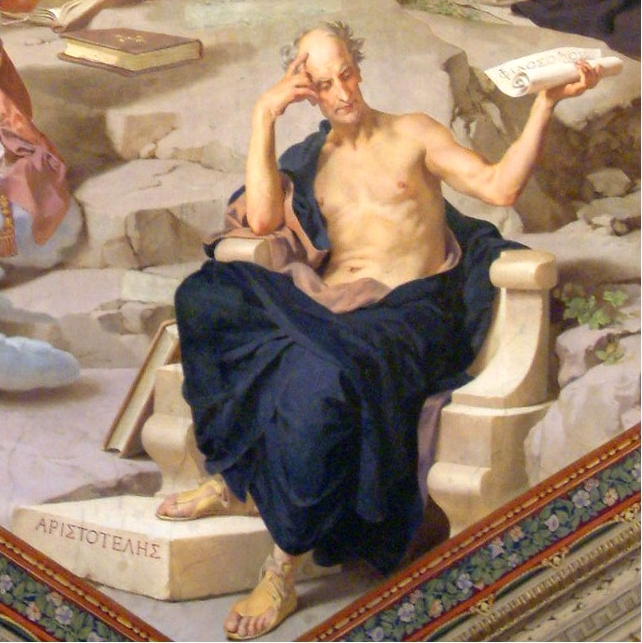
Aristóteles

### Escritos metafísicos
- (980a) Metafísica (Τὰ μετὰ τὰ φυσικά, Metaphysica)

### Escritos éticos
- (1094a) Ética a Nicômaco (Ηθικα Νικομαχεια, Ethica Nicomachea);
- (1181a) Magna moralia (Ηθικα μεγαλα, Magna Moralia) *;
- (1214a) Ética a Eudemo (Ηθικα Ευδημεια, Ethica Eudemia);
- (1249a) Das virtudes e vícios (Περὶ αρετων και κακιων, De virtutibus et vitiis libellus) *;
- (1252a) Política (Πολιτικα, Politica);
- (1343a) Economia (Οικονομικα, Oeconomica).

### Escritos estéticos
- (1354a) Retórica (Τέχνη ρητορική, Ars Rhetorica) ou Arte retórica, de acordo com a tradução;
- Retórica a Alexandre (Ρητορική προς Αλεξανδρον, Rhetorica ad Alexandrum) *;
- (1447a) Poética (Περὶ ποιητικης, Poetica).
- Segredos da geração. (Τα μυστικά της γενιάς.)[6]

No século XIX, foi descoberta a Constituição de Atenas. Além desta, Aristóteles compilou e analisou a constituição de pelo menos 125 cidades-estado gregas. Todas estas, no entanto, estão atualmente perdidas.
- Constituição de Atenas (Αθηναιων πολιτεια).